# Владар, Шандор
Шандор Владар (венг. Wladár Sándor; род. 19 июля 1963, Будапешт) — венгерский пловец, чемпион и призёр чемпионатов Европы, призёр чемпионата мира, чемпион летних Олимпийских игр 1980 года в Москве в плавании на спине.

## Карьера
Специализировался в плавании на спине. В 1981 году в Сплите стал чемпионом Европы в плавании на 100 и 200 метров на спине. На следующий год на чемпионате мира в Гуаякиле завоевал серебро в плавании на 200 метров на спине. В 1983 году в Риме завоевал серебро континентального чемпионата на той же дистанции.
На Олимпиаде Владар участвовал в соревнованиях в плавании на спине на 100 метров, 200 метров и комбинированной эстафете. В первой дисциплине Владар занял пятое место. Во второй Владар стал олимпийским чемпионом с результатом 2:01.93 с, опередив ставшего вторым своего соотечественника Золтана Веррасто (2:02,40 с) и бронзового призёра, австралийца Марка Керри (2:03,14 с). В комбинированной эстафете сборная Венгрии, в составе которой кроме Владара, выступали Янош Джвоняр, Золтан Веррасто и Габор Мезарос, заняла 6-е место с результатом 3:50,29 с.

## Семья
Брат Золтан Владар также был известным пловцом, участником двух Олимпиад.